# Cadaba aphylla
Cadaba aphylla là một loài thực vật có hoa trong họ Capparaceae. Loài này được (Thunb.) Wild mô tả khoa học đầu tiên năm 1960.